# Famille Massenet
Pour les articles homonymes, voir Massenet.
Cette page explique l’histoire ou répertorie les différents membres de la famille Massenet.
La famille Massenet est une famille française.

## Personnalités
- Pierre Massenet (1748-1824), professeur d'histoire, député modéré du Bas-Rhin de 1791 à 1792
- Alexis Massenet (1788-1863), ingénieur polytechnicien, maître de forges
- Léon Massenet de Marancour (1834-1886), officier, homme de lettres et journaliste
- Edmond Massenet Royer de Marancour (1837-1929), officier général
- Jules Massenet (1842-1912), compositeur de musique classique, membre de l'Institut de France
- Louis-Alfred Massenet (1847-1907), contre-amiral, major-général de la Marine à Lorient
- Camille Massenet (1848-1918), général
- Emmanuel Massenet (1864-1961), général de corps d'armée
- Georges Massenet (1855-1936), inspecteur général d'hydrographie
- Charles Massenet (1870-1914), préfet des Hautes-Pyrénées, marié à Jeanne Lion
- Alfred Massenet (1872-1942), ingénieur polytechnicien, président délégué de la Compagnie du Nord africain
- Henri Massenet (1874-), ingénieur en chef du Génie maritime
- Robert Massenet-Royer de Marancour (1880-1967), général d'armée aérienne
- Maria Nikolaïevna Kouznetsova (1880-1960), chanteuse d'Opéra, épouse d'Alfred Massenet
- Pierre Massenet (1900-1969), ingénieur, préfet du Rhône de 1949 à 1957, président de la RATP de 1959 à 1964, fils d'Emmanuel Massenet
- Michel Massenet (1925-2018), énarque, conseiller d'État, directeur général de l'administration et de la fonction publique de 1971 à 1978
- Juliette Massenet (1927-2022), archéologue et membre de l'Académie des inscriptions et belles-lettres, épouse de Renaud de La Genière
- Béatrice Massenet (1963-), journaliste et écrivain
- Ariane Massenet (1965-), journaliste